# 李徳裕

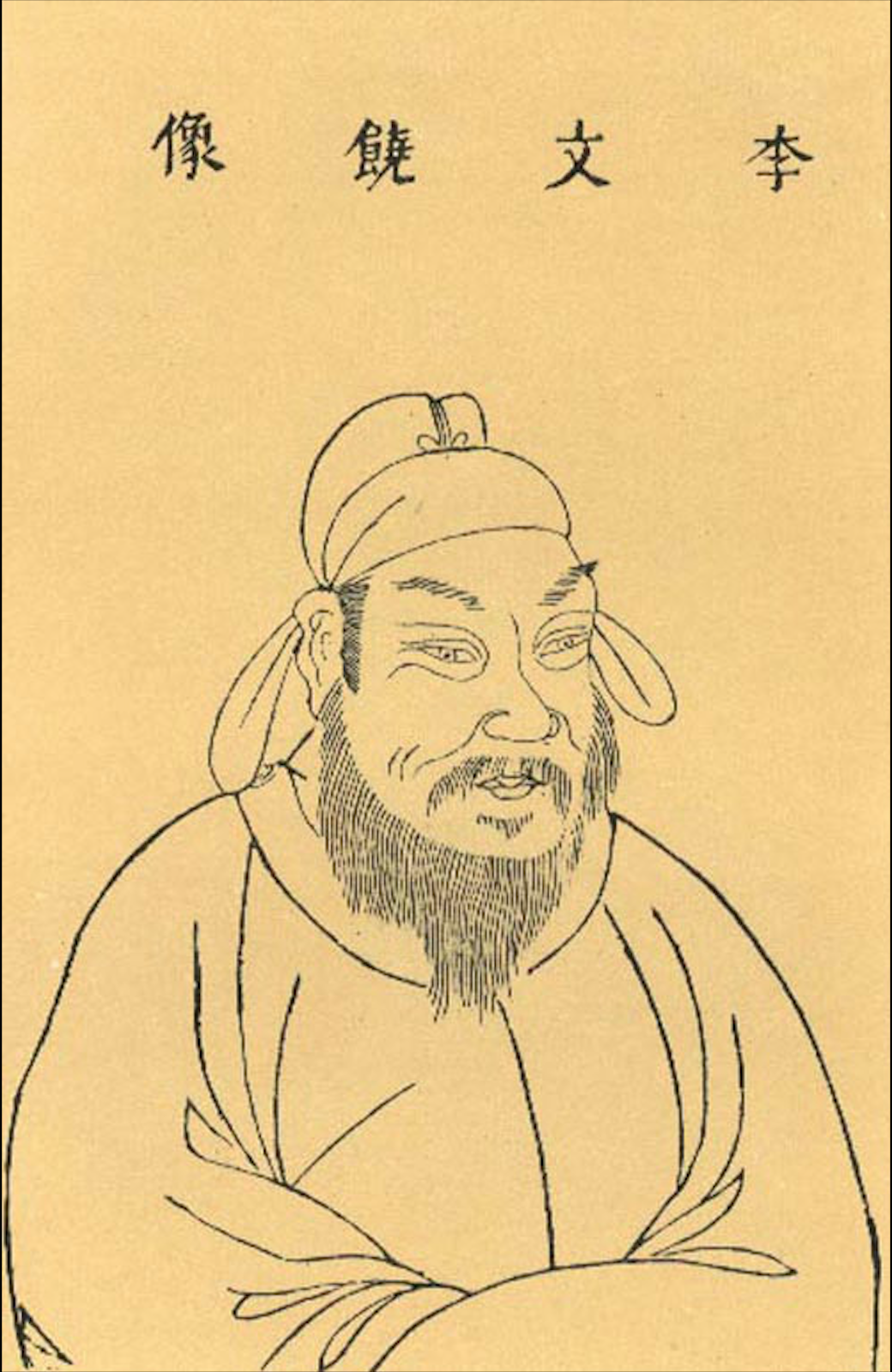
李徳裕

李 徳裕（り とくゆう、貞元3年（787年） - 大中3年12月10日（850年1月26日））は、中国唐代の政治家。趙州賛皇県を本貫とする、当代屈指の名門の趙郡李氏の出身。字は文饒。憲宗朝の宰相であった李吉甫の子である。

## 生涯
徳裕は、幼くして学を修めたが、科挙に応ずることを良しとせず、恩蔭によって校書郎となった。
元和15年（820年）、穆宗が即位すると、翰林学士となった。次いで、長慶2年（822年）には中書舎人となった。その頃より、牛僧孺や李宗閔らと対立し始め、「牛李の党争」として知られる唐代でも最も激烈な朋党の禍を惹起した。また、後世の仏教徒からは、道士の趙帰真と共に「会昌の廃仏」を惹起した張本人である、として非難されている。
敬宗の治世に浙江西道観察使となって、任地に善政を敷き、帝を諌める等の功績があった。文宗の即位後、大和3年（829年）に兵部侍郎となった。時の宰相の裴度は、徳裕を宰相の列に加えるよう推薦した。しかし、李宗閔が、宦官と結託して先に宰相の位に就いた。逆に、徳裕は、鄭滑節度使として地方に出された。淮南節度使在任中の開成4年（839年）には日本からの留学僧円仁から天台山留学への便宜を要請されているが、節度使の自立が進んだ現状では勅許は出ないだろうとする見通しを示している。実際、勅許は下りず円仁は「不法滞在」の形で天台山を目指すことになる。
開成5年（840年）、武宗が即位すると、徳裕が宰相となり、地方の藩鎮の禍を除いた。その功績により、太尉衛国公となった。しかし、宣宗が即位すると、再び、潮州司馬、さらに崖州司戸参軍に左遷され、そこで没した。
晩年に武宗の治世に宰相となり、のちに政敵のたくらみのため崔州司馬に貶せられた人であるが、一方で白楽天とともに唐代の造園大家として、陳植氏は『中国造園家考』のなかで造園史上の8大家の一人にあげている。
李徳裕は現在の河北省賛皇県張楞郷張楞村の王泉寺となっている地に平泉荘と称する別荘庭園を造営し、周囲10華里の敷地内に百余の堂榭を建て、その庭園には奇松、怪石が多く、花樹や多くの珍しい植物が各地から寄せられて唐代の名園とされたが、自ら『平山堂草木疏記之』を書き、また、彼の没後との庭園が人手に渡ることをおそれて『平泉山居戒子孫記』を書き残した。

## 著書
- 『次柳氏旧聞』1巻
- 『西南備辺録』13巻（佚）
- 『会昌一品集』20巻

特に『会昌一品集』は、李徳裕が宰相として手腕をふるった6年間に書いた制・詔・上奏文などをまとめたものである。ここには彼が処理した、ウイグル帝国崩壊後、南へ逃れ唐北辺へと流れてきたウイグル一派への対応や、昭義軍節度使劉稹の反乱の平定など、当時の政策の様相をダイレクトに描き出す文章が多数載せられ、武宗期の政治史のみならず、遊牧民の歴史の観点からも、重要な史料として注目される。

## 伝記資料
- 『旧唐書』巻174「李徳裕伝」
- 『新唐書』巻180「李徳裕伝」